# ۸۶۹ (قمری)
۸۶۹ (قمری)، هشتصد و شصت و نهمین سال در گاهشماری هجری قمری است. اول محرم این سال برابر با دوازدهم سپتامبر سال ۱۴۶۴ میلادی است.

## وابسته
- مرینیان